# チョン・シウファイ
チョン・シウファイ（張兆輝、Eddie Cheung、1963年2月4日-）は香港の俳優。

## 来歴
無綫電視（TVB）の俳優養成所出身（第11期。トニー・レオン、フランシス・ン、レイ・チーホンの同期である）。多数のテレビドラマで活躍。近年では、ジョニー・トー監督の映画に多く出演している。

## 主な出演作品
『』内は邦題

### 映画
- 少女心 Hearts No Flowers (1989)　※日本未公開
- 『裸足のクンフー・ファイター』 赤脚小子 The Bare-Footed Kid (1993) - 袁天佑 役　※2008年にDVD発売/特集上映のみ
- 『マッスルモンク』 大隻佬 Running on Karma (2003) - 鍾Sir（チュン）役
- 『柔道龍虎房』 柔道龍虎榜 Throw Down (2003) - 大蠻哥（マン）役
- 『ブレイキング・ニュース』 大事件 Breaking News (2004) - Eric/楊警司（エリック/楊警司）役
- 『悪霊の棲む家』 凶宅 The House (2005)　※劇場未公開/DVDのみ
- 『エレクション』 黒社會 Election (2005) - 師爺蘇（ソー）役
- 『エレクション 死の報復』 黒社會 以和為貴 Election2 (2006) - 師爺蘇（ソー）役
- 『エグザイル/絆』 放・逐 Exilled (2006) - 謝夫（ジェフ）役
- 『私の胸の思い出』 天生一對 2 Become 1 (2006)
- 春田花花同學會　McDull, The Alumni (2006) - Financial Controller 役　※日本未公開
- 『ドッグ・バイト・ドッグ』 狗咬狗 Dog Bite Dog (2006) - 琛哥（サム警部）役
- 『誘拐ゲーム』 綁架 Kidnap (1993) - 何智 役　※中国映画祭2007でのみ上映
- 『天使の眼、野獣の街』 跟蹤 Eye in the Sky (2007) - 陳柱林 役
- 『MAD探偵 7人の容疑者』 神探 Mad Detective (2007)
- 『コネクテッド』 保持通話 Connected (2008) - 余振輝/輝sir（チョン警部）役
- 『浮かれたゴミ屋さん』 高兴 (2009) - 韋達 役　※第2回したまちコメディ映画祭in台東でのみ上映
- 『殺人犯』 殺人犯 Murderer (2008) - 阿鬼/重案組警官（クァイ）役
- 『冷たい雨に撃て、約束の銃弾を』 復仇 Vengence (2009) - 土狼（ウルフ）役
- 『愛に関するすべてのこと』 得閒炒飯 All About Love (2010) - Robert（ロバート）役 ※第23回東京国際映画祭でのみ上映
- 『李小龍 マイブラザー』 李小龍 Bruce Lee, My Brother (2010) - 曹達華（チョウ・ダーワー）役　※第3回沖縄国際映画祭でのみ上映
- 『冷血のレクイエム 極限探偵B+』  B+偵探 The Detective 2 (2011) - 梁偉業 役
- 『奪命金』 奪命金 Life Without Principle (2011) - 拜山華 役　※第11回東京フィルメックスで上映後、一般公開
- 『ドラッグ・ウォー 毒戦』 毒戰 Drug War (2013) - 口水苏 役　※第8回大阪アジアン映画祭で上映後、一般公開
- 『ドラゴン・フォー2 秘密の特殊捜査官/陰謀』 四大名捕II The Four II (2013) - 盛鼎天 役
- 『インフェルノ 大火災脱出』 逃出生天 Out of Inferno (2013)
- 『ファイヤー・ストーム』  風暴 Firestorm (2013)
- 『モンキー・マジック 孫悟空誕生』 大鬧天宮 The Monkey King (2014) - 李靖 役
- 『香港、華麗なるオフィス・ライフ』 華麗上班族 Office (2015) - 孫強 役　※第16回東京フィルメックスで上映後、カリテ・シネマコレクション他で上映
- 『ホワイト・バレット』 三人行 Three (2016) - 霍顯輝 役
- 『スカイ・オン・ファイア 奪われたiPS細胞』 冲天火 Sky on Fire (2016)
- 『映画 真・三國無双』 真·三國無雙 Dynasty Warriors (2021) - 陳宮 役
- 『シャクラ』 天龍八部之喬峰傳 Sakra (2023) - 段正淳 役

### テレビドラマ
- 『神勇CID』 (1986) ほか、TVBドラマへの出演多数。
- 『探偵学院』 金甲蟲探偵學院 (2004) (Now.comウェブドラマ)
- 『宮廷の諍い女』 後宮・甄嬛伝 (2011) 塔爾役
- 『擇天記 〜宿命の美少年〜』 择天记 (2016) 寅行道役

## 受賞・ノミネートなど
マッスルモンク
- 2004年 第23回香港電影金像奨 最優秀助演男優賞 ノミネート

柔道龍虎房
- 2004年 第9回香港電影金紫荊奨 最優秀助演男優賞ノミネート
- 2005年 第5回華語電影傳媒大獎 最優秀助演男優賞受賞

## 参考
- zh:張兆輝
- allcinema Movie & DVD Databese チョン・シウファイ